# Sân bay quốc tế Husein Sastranegara
Sân bay quốc tế Husein Sastranegara là một sân bay trên đảo Java của Indonesia.

## Các hãng hàng không

#### Nội địa
- Merpati Nusantara Airlines (Batam, Medan (từ tháng 4.08), Palembang, Surabaya)
- Sriwijaya Air (Surabaya)

#### Quốc tế
- AirAsia (Kuala Lumpur) 
  - Indonesia AirAsia (Kuala Lumpur)
- Merpati Nusantara Airlines (Kuala Lumpur (T4-08)).